# Grégoire van den Bergh
Johannes Gregorius ("Grégoire") van den Bergh (Wyck-Maastricht, 23 december 1824 – Maastricht, 27 mei 1890) was een Nederlands waterstaatkundig ingenieur en rooms-katholiek politicus.

## Biografische schets
Johannes Gregorius van den Bergh was een zoon van Mathias van den Bergh, opzichter bij Rijkswaterstaat. Hij volgde in zijn vaders voetsporen en was onder andere stadsingenieur (= directeur openbare werken) in Maastricht en hoofdingenieur der Staatsspoorwegen. Omdat hij het vak in de praktijk leerde en niet via een studie (de opleiding te Delft werd pas in 1842 opgericht), mocht hij zich geen ingenieur noemen, maar 'slechts' bouw- en werktuigkundige. De titel ingenieur werd hem in 1863 bij uitzondering toegekend.
In 1843 trad hij in dienst van het Rijk. Zijn eerste opdracht was de rijksweg Maastricht-Nijmegen, waarvan de aanleg al in 1840 begonnen was. Een ander vroeg project was in 1844 het ontwerp van de Sint-Laurentiuskerk in Bemelen. Het neoclassicistische bouwwerk was mogelijk geïnspireerd op een ouder ontwerp van de Maastrichtse stadsbouwmeester Mathias Soiron (1748-1834). In 1857 ontwierp hij de uitbreiding van de Algemene Begraafplaats Tongerseweg, waarvan het oorspronkelijk ontwerp van 1 ha. van Jean François Soiron was. In hetzelfde jaar stelde hij een plan op voor riolering in Maastricht, dat in de jaren 1860 leidde tot een beperkte aanleg in het centrum. In 1858 kwam de gemeentelijke gasfabriek aan de Capucijnenstraat tot stand.
In de jaren 1850-1880 was hij als technisch opzichter en architect achtereenvolgens betrokken bij de aanleg van de spoorwegen Aken-Maastricht, Hasselt-Maastricht (inclusief de Spoorbrug Maastricht, een ontwerp van de genieofficier/kolonel buiten dienst J.A. Kool), Maastricht-Venlo en diverse andere spoorlijnen en -bruggen in Noord-Brabant en Gelderland (waaronder de spoorbruggen van Venlo, Nijmegen, Arnhem en Moerdijk). De brug over het Hollands Diep maakte diepe indruk. Voor het eerst was er een rechtstreekse spoorverbinding tussen het zuiden en het westen van het land, al moest het overige verkeer het nog lang doen met door weer en wind onberekenbare veerdiensten.
In het kabinet-Heemskerk Azn. (1883-1888) was hij minister van Waterstaat, Handel en Nijverheid. Hij was als minister niet erg succesvol, mogelijk omdat hij werd gewantrouwd door de Bahlmannianen, zijn conservatief-katholieke partijgenoten. Hij bracht weinig wetgeving tot stand: in 1884 een wet betreffende het vervoer en de opslag van buskruit en ander licht ontvlambare of ontplofbare stoffen, en in 1885 een wet betreffende de opruiming en het beheer van vaartuigen en andere voorwerpen in openbare binnenwateren gestrand, gezonken, aan de grond geraakt of vastgelopen. Op 10 juni 1887 trad hij wegens gezondheidsproblemen voortijdig af.
Van den Bergh bleef ongehuwd. Zijn laatste levensjaren bracht hij door in Wyck-Maastricht, waar hij aan de Parallelweg, toen nog op grondgebied van de gemeente Meerssen, het eerste huis liet bouwen. Het omstreeks 1920 gesloopte huis is waarschijnlijk te zien op een foto van Theodor Weijnen uit ca. 1882. Hij was kerkmeester van de Sint-Martinuskerk in Wyck, lid van de Rijkscommissie voor Monumentenbehoud en medeoprichter en bestuurslid van Limburgs Geschied- en Oudheidkundig Genootschap. Hij was Commandeur in de Orde van de Nederlandse Leeuw (1887), Grootofficier der Orde van het Legioen van Eer en Ridder der Kroonorde van Pruisen.
J.G. van den Bergh overleed op 65-jarige leeftijd in Maastricht. Zijn grafmonument bevindt zich op de Algemene Begraafplaats Tongerseweg in Maastricht. In de Maastrichtse centrumbuurt Sint Maartenspoort, vlak bij Station Maastricht, is sinds 21 januari 1900 een straat naar hem genoemd, de Van den Berghstraat. Een blijvend monument is ook zijn privébibliotheek van meer dan duizend publicaties over civiele techniek (weg- en waterbouwkunde) uit de 18e en 19e eeuw, die sinds 1890 als 'Collectie Van den Bergh' berust bij de Stadsbibliotheek Maastricht.

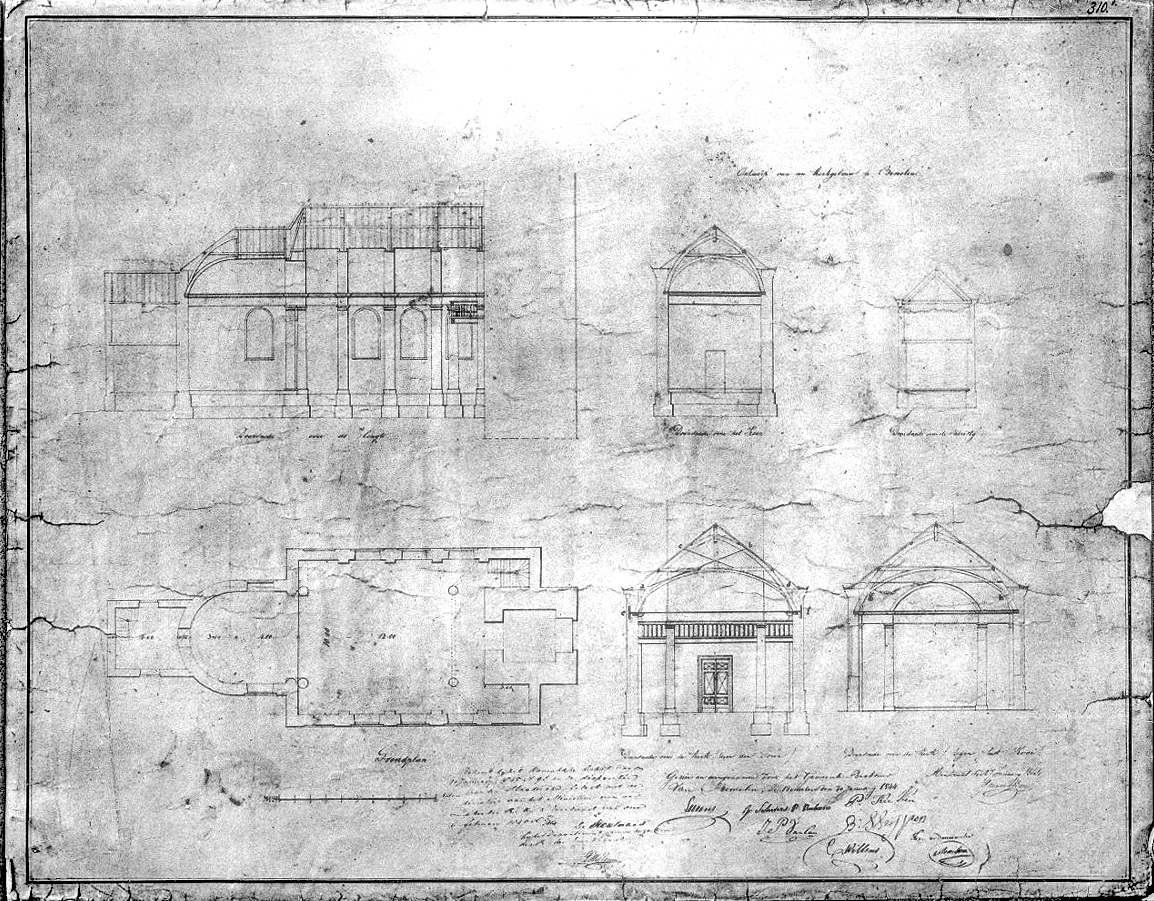
Ontwerp Sint-Laurentiuskerk, Bemelen, 1844/1845
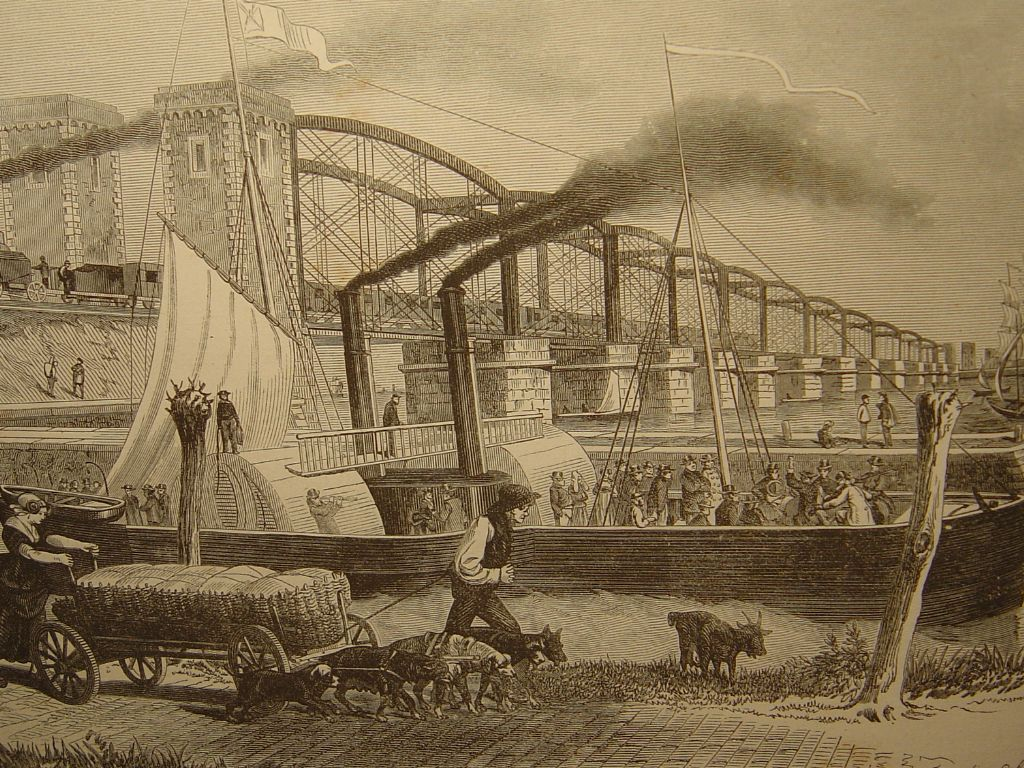
Gravure Moerdijkspoorbrug bij de opening in 1872
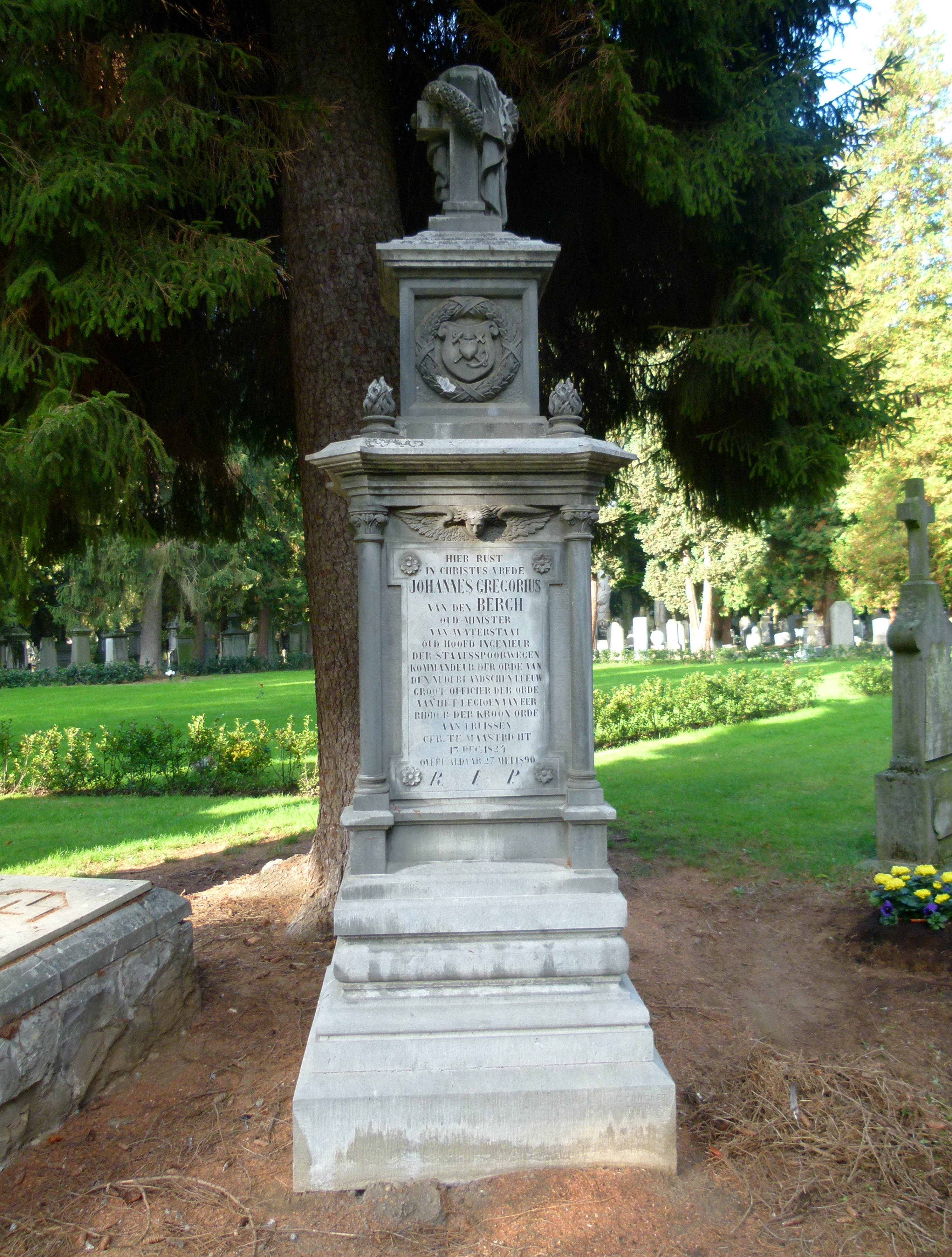
Grafmonument J.G. van den Bergh, Maastricht
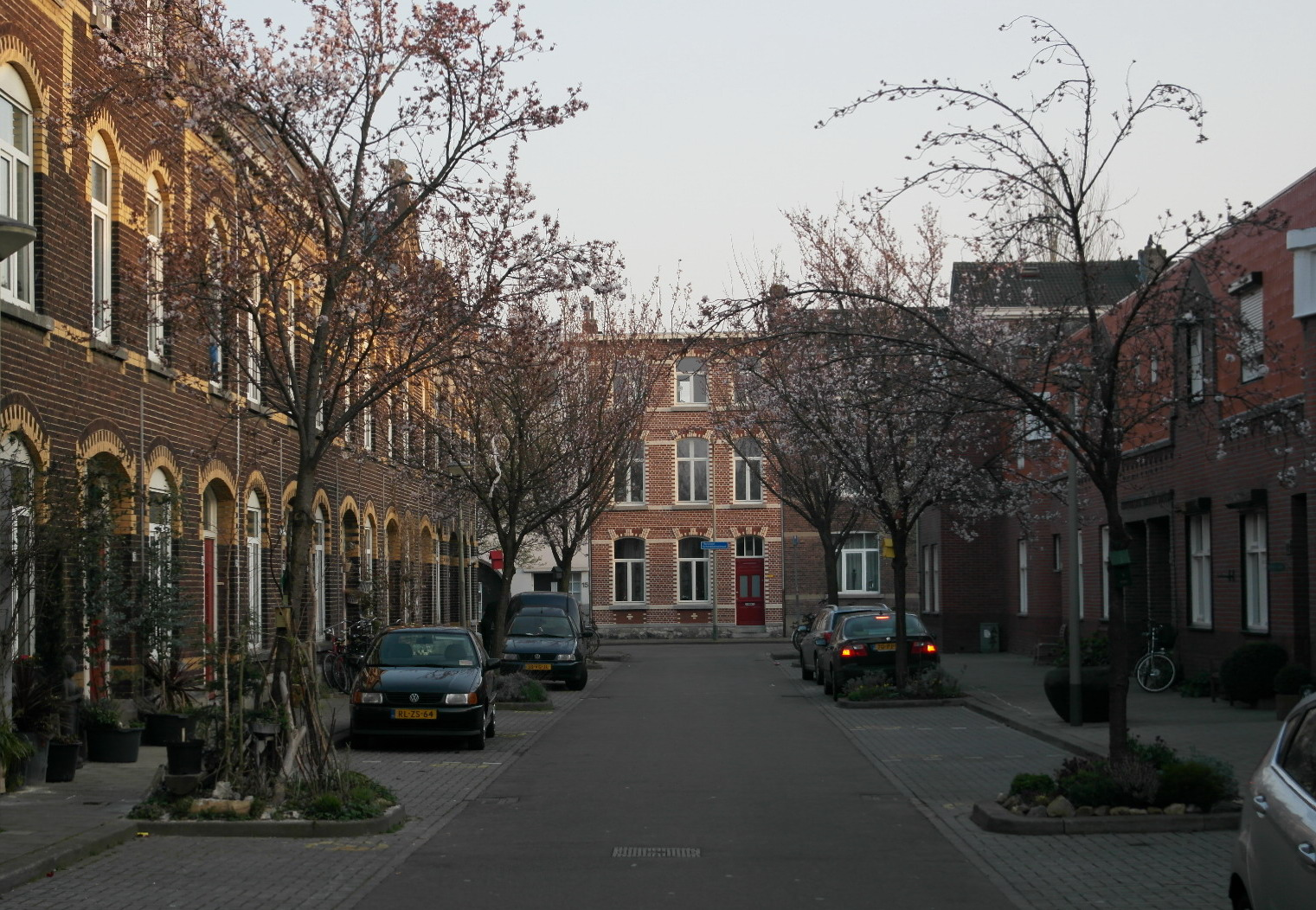
Van den Berghstraat, Maastricht

- Biografisch Portaal: 20631836
- Digitale Bibliotheek voor de Nederlandse Letteren: berg185
- Parlement.com: vg09llithfwj